# Santaliestra y San Quílez
Santaliestra y San Quílez (aragónul Santa Llestra y Sant Quílez) község Spanyolországban, Huesca tartományban. Santaliestra y San Quílez Foradada del Toscar, Graus, Perarrúa és La Fueva községekkel határos. Lakosainak száma 83 fő (2024).

## Népesség
A település népessége az utóbbi években az alábbiak szerint változott:
| Lakosok száma | 95   | 102  | 100  | 108  | 94   | 99   | 87   | 82   | 79   | 83   |
|               | 2001 | 2004 | 2007 | 2009 | 2012 | 2014 | 2017 | 2019 | 2022 | 2024 |